# یانیک بولازی
یانیک بولازی (فرانسوی: Yannick Bolasie‎؛ زادهٔ ۲۴ مهٔ ۱۹۸۹) بازیکن فوتبال اهل جمهوری کنگو است.
از باشگاه‌هایی که در آن بازی کرده‌است می‌توان به هیلینگدون بورو، پلیموث آرگیل، بارنت، بریستول سیتی، کریستال پالاس، اورتون، استون ویلا و اندرلشت اشاره کرد.
وی سابقه ۳۳ بازی برای تیم ملی فوتبال جمهوری کنگو را در کارنامه دارد.